# 粢毛肉圆

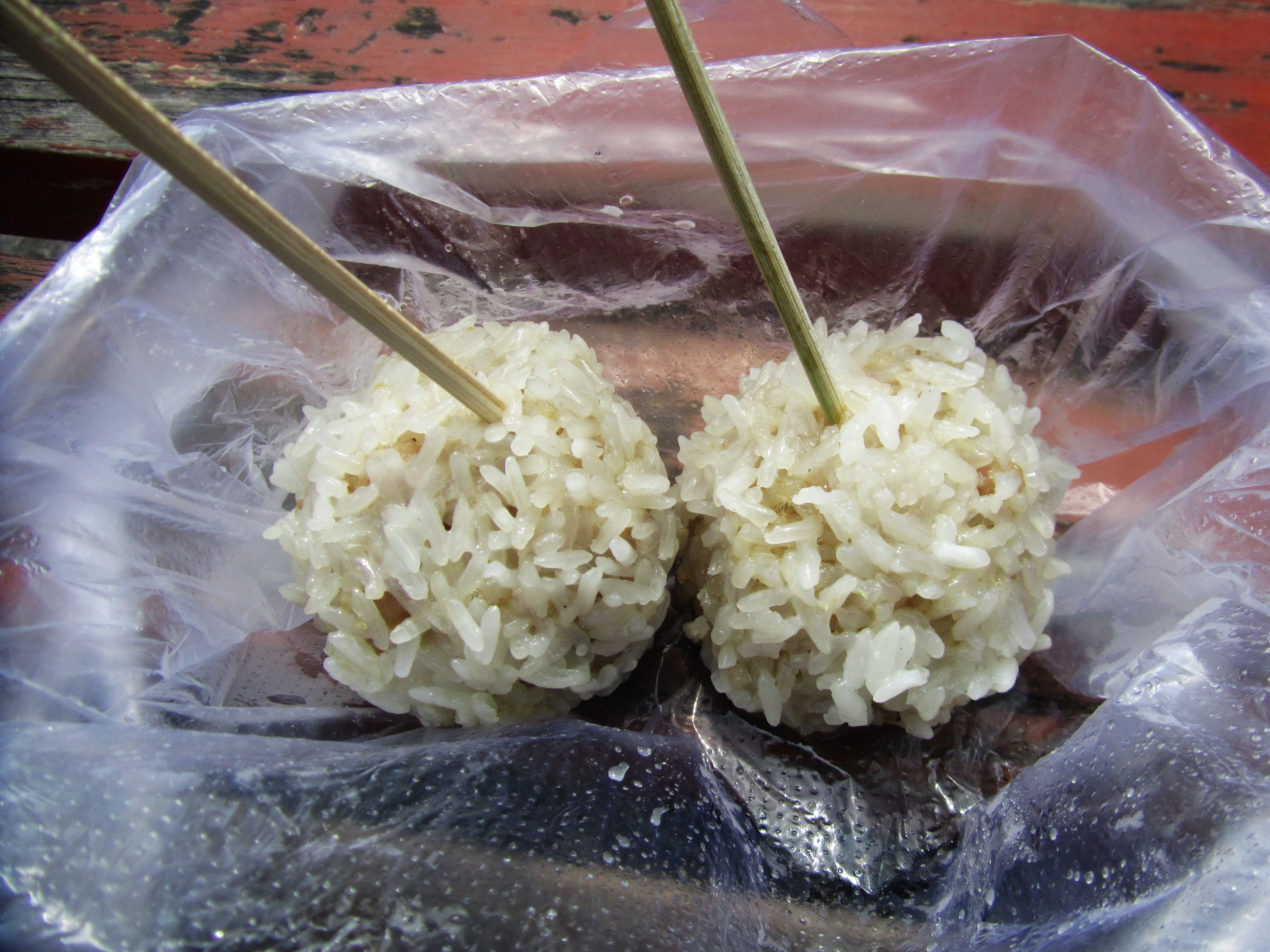
粢毛肉圆

粢毛肉圆又名刺毛肉圆，为流行于中国浙江省杭州市临平区塘栖镇的一道传统菜肴，亦可作为小吃，与板鸭、汇昌粽、细沙羊尾、米塑合称为塘栖五大名小吃。粢毛肉圆以鲜肉和糯米为主料，将蒸熟的糯米和肉茸混合（制作肉茸的精肉与肥肉比例为四比一），掺以辅料，挤成乒乓球大小的肉圆，再放入糯米中滚动，使其表面均匀得沾满糯米，最后放入蒸笼内蒸熟而成。